# Noé Roth
Noé Roth (ur. 27 grudnia 2000) – szwajcarski narciarz dowolny, specjalizujący się w skokach akrobatycznych, sześciokrotny medalista mistrzostw świata oraz mistrz świata juniorów.

## Kariera
Na arenie międzynarodowej zadebiutował w zawodach FIS w sierpniu 2014 roku, w Mettmenstetten, gdzie zajął 17. lokatę. W styczniu 2015 roku zadebiutował w Pucharze Europy w białoruskiej Raubiczy, gdzie w dwóch konkursach zajął odpowiednio 12. i 13. miejsce. W lutym 2016 roku zdobył brązowy medal na mistrzostwach świata juniorów w Mińsku, gdzie uległ jedynie Rosjaninowi Maksimowi Burowowi oraz Białorusinowi Dzmitryjowi Mazurkiewiczowi. Dwa lata później, na mistrzostwach świata juniorów w Raubiczy zdobył złoty medal.
W zawodach Pucharu Świata zadebiutował w lutym 2017 roku, w Mińsku, gdzie zajął 14. pozycję. Miesiąc później zadebiutował na mistrzostwach świata w Sierra Nevada, gdzie był 18. Rok później wystąpił na igrzyskach olimpijskich w Pjongczangu, gdzie uplasował się na 16. lokacie. W 2019 roku, na mistrzostwach świata w Deer Valley wywalczył dwa medale: złoty w rywalizacji drużynowej oraz brązowy w rywalizacji indywidualnej, w której uległ Burowowi oraz Ukraińcowi Ołeksandrowi Abramenko. W lutym 2019 roku, po raz pierwszy ukończył zawody Pucharu Świata na podium, zajmując 3. pozycję podczas konkursu w Moskwie. W sezonie 2019/2020 zdobył Małą Kryształową Kulę za zwycięstwo w klasyfikacji skoków. W marcu 2021 roku podczas mistrzostw świata w Ałmaty zdobył srebrny medal w rywalizacji drużynowej. W sezonie 2020/2021 ponownie stanął na podium klasyfikacji skoków, tym razem zajmując 2. lokatę.
Jego matka, Colette Brand, także uprawiała narciarstwo dowolne

## Osiągnięcia

### Igrzyska olimpijskie
| Miejsce | Dzień     | Rok  | Miejscowość | Konkurencja              | Zwycięzca           |
| ------- | --------- | ---- | ----------- | ------------------------ | ------------------- |
| 16.     | 18 lutego | 2018 | Pjongczang  | Skoki akrobatyczne       | Ołeksandr Abramenko |
| 4.      | 10 lutego | 2022 | Pekin       | Skoki akrobatyczne druż. | Stany Zjednoczone   |
| 8.      | 16 lutego | 2022 | Pekin       | Skoki akrobatyczne       | Qi Guangpu          |

### Mistrzostwa świata
| Miejsce | Dzień     | Rok  | Miejscowość   | Konkurencja                  | Zwycięzca                     |
| ------- | --------- | ---- | ------------- | ---------------------------- | ----------------------------- |
| 18.     | 10 marca  | 2017 | Sierra Nevada | Skoki akrobatyczne           | Jonathon Lillis               |
| 3.      | 6 lutego  | 2019 | Deer Valley   | Skoki akrobatyczne           | Maksim Burow                  |
| 1.      | 7 lutego  | 2019 | Deer Valley   | Skoki akrobatyczne drużynowo | -                             |
| 7.      | 10 marca  | 2021 | Ałmaty        | Skoki akrobatyczne           | Maksim Burow                  |
| 2.      | 11 marca  | 2021 | Ałmaty        | Skoki akrobatyczne drużynowo | Rosyjska Federacja Narciarska |
| DNS     | 19 lutego | 2023 | Bakuriani     | Skoki akrobatyczne drużynowo | Stany Zjednoczone             |
| 1.      | 23 lutego | 2023 | Bakuriani     | Skoki akrobatyczne           | –                             |
| 3.      | 27 marca  | 2025 | Engadyna      | Skoki akrobatyczne drużynowo | Stany Zjednoczone             |
| 1.      | 30 marca  | 2025 | Engadyna      | Skoki akrobatyczne           | –                             |

### Puchar Świata

#### Miejsca w klasyfikacji generalnej
- sezon 2016/2017: 217.
- sezon 2017/2018: 152.
- sezon 2018/2019: 25.
- sezon 2019/2020: 8.

Od sezonu 2020/2021 klasyfikacja skoków akrobatycznych jest jednocześnie klasyfikacją generalną.
- sezon 2020/2021: 2.
- sezon 2021/2022: 8.
- sezon 2022/2023: 1.
- sezon 2023/2024: 10.
- sezon 2024/2025: 2.

#### Miejsca na podium w zawodach
1. Moskwa – 16 lutego 2019 (skoki) – 3. miejsce
2. Shimao Lotus Mountain – 3 marca 2019 (skoki) – 2. miejsce
3. Shimao Lotus Mountain – 21 grudnia 2019 (skoki) – 3. miejsce
4. Deer Valley – 7 lutego 2020 (skoki) – 2. miejsce
5. Moskwa – 15 lutego 2020 (skoki) – 2. miejsce
6. Krasnojarsk – 8 marca 2020 (skoki) – 1. miejsce
7. Jarosław – 16 stycznia 2021 (skoki) – 3. miejsce
8. Moskwa – 23 stycznia 2021 (skoki) – 3. miejsce
9. Deer Valley – 6 lutego 2021 (skoki) – 1. miejsce
10. Ruka – 2 grudnia 2021 (skoki) – 3. miejsce
11. Ruka – 3 grudnia 2021 (skoki) – 3. miejsce
12. Ruka – 11 grudnia 2021 (skoki) – 2. miejsce
13. Ruka – 2 grudnia 2022 (skoki) – 2. miejsce
14. Le Relais – 21 stycznia 2023 (skoki) – 2. miejsce
15. Le Relais – 22 stycznia 2023 (skoki) – 1. miejsce
16. Engadyna – 4 marca 2023 (skoki) – 2. miejsce
17. Ałmaty – 19 marca 2023 (skoki) – 2. miejsce
18. Lac-Beauport – 11 lutego 2024 (skoki) – 3. miejsce
19. Lake Placid – 18 stycznia 2025 (skoki) – 2. miejsce
20. Ałmaty – 2 marca 2025 (skoki) – 2. miejsce
21. Livigno – 13 marca 2025 (skoki) – 1. miejsce